# Machimura Nobutaka
Machimura Nobutaka (町村 信孝 (Đinh Thôn Tín Hiếu)  sinh ngày 17 tháng 10 năm 1944 – mất ngày 1 tháng 6 năm 2015) là một chính trị gia người Nhật Bản. Ông là Nghị viên Chúng Nghị viện và là đảng viên Đảng Dân chủ Tự do. Ông từng là Chánh Văn phòng Nội các Nhật Bản trong nội các Fukuda Yasuo từ năm 2007 đến năm 2008 và hai lần làm Bộ trưởng Ngoại giao trong nội các Koizumi Junichiro và Abe Shinzō. Ông đã từ chức Nghị trưởng Chúng Nghị viện Nhật Bản vào ngày 21 tháng 4 năm 2015 sau khi ông mắc đột quỵ.

## Thao khảo
1. ↑  "Profile of Minister for Foreign Affairs Nobutaka Machimura", Foreign Ministry website.
2. ↑  "Lower House approves Machimura's resignation, selects Oshima as successor". The Japan Times. Truy cập ngày 30 tháng 4 năm 2015.